# Freddy dos Santos
Freddy dos Santos (født 2. oktober 1976 i Oslo, Norge) er en norsk tidligere fodboldspiller (venstre back/kant).
Størstedelen af sin aktive karriere tilbragte dos Santos hos Vålerenga i sin fødeby. Han spillede hele 11 sæsoner hos klubben, og var med til at vinde både et mesterskab og to pokaltitler. Han repræsenterede også Skeid og Molde, inden han indstillede sin karriere i 2011.

## Titler
Norsk mesterskab
- 2005 med Vålerenga

Norsk pokalturnering
- 2002 og 2008 med Vålerenga